# Luis Rodríguez Sánchez
Luis Rodríguez Sánchez (Albox 30 de mayo de 1894-Sevilla 12 de enero de 1969) fue un político y pedagogo español, juez municipal en 1931 y destacado dirigente de la institución escultista juvenil Exploradores de España.

## Biografía
El 15 de mayo de 1934 fue uno de los cinco albojenses que constituyeron la agrupación filial de Izquierda Republicana de Manuel Azaña en el municipio de Albox, siendo elegido secretario del Consejo Directivo el 28 de mayo, tras presentar la documentación pertinente en el Gobierno Civil de Almería y obtener el visto bueno administrativo.

### Exploradores de España
Conocido en el ámbito scout como «Águila Negra», ingresó en la institución en 1918. Jefe de tropa y comisario local de Albox (Almería) en 1922, fue el primer presidente de la Federación de Exploradores del Sureste en 1933, integrada por las Agrupaciones de Águilas, Albacete, Albox, Cieza y Huéscar, hasta su incorporación a filas en enero de 1939, cuando entraron las tropas nacionales en Albox durante la guerra civil española, siendo cesado de su cargo en el ayuntamiento y sancionado. Era poseedor de la Cruz de Abnegación de oro (octubre 1922), la Medalla de Oro de la Constancia (noviembre 1922) y el «Lobo de Bronce» (1928). Recibió el «Lobo de Plata» en 1936 en el campamento de Sierra Espuña a solicitud de todas las agrupaciones del sureste y por iniciativa de la comisaría local de Murcia. En 1940 se trasladó a Sevilla, donde ejerció como gerente regional de Manufacturas Metálicas Madrileñas S.A., donde también fue comisario de los Scouts de España durante el periodo de semiclandestinidad en la Zona Sur, que comprendía Andalucía, Extremadura, Marruecos y Canarias. El 30 de mayo de 1969, en sesión plenaria del Ayuntamiento de Albox, se le concedió a título póstumo el nombramiento como hijo predilecto de la Villa de Albox como reconocimiento a su labor educativa como jefe de la tropa de exploradores de Albox.